# Hypsiboas roraima
Hypsiboas roraima es una especie de anfibios de la familia Hylidae.
Habita en Guayana y, posiblemente, en Brasil y Venezuela.
Sus hábitats naturales son los montanos secos y los ríos.